# Porno chic

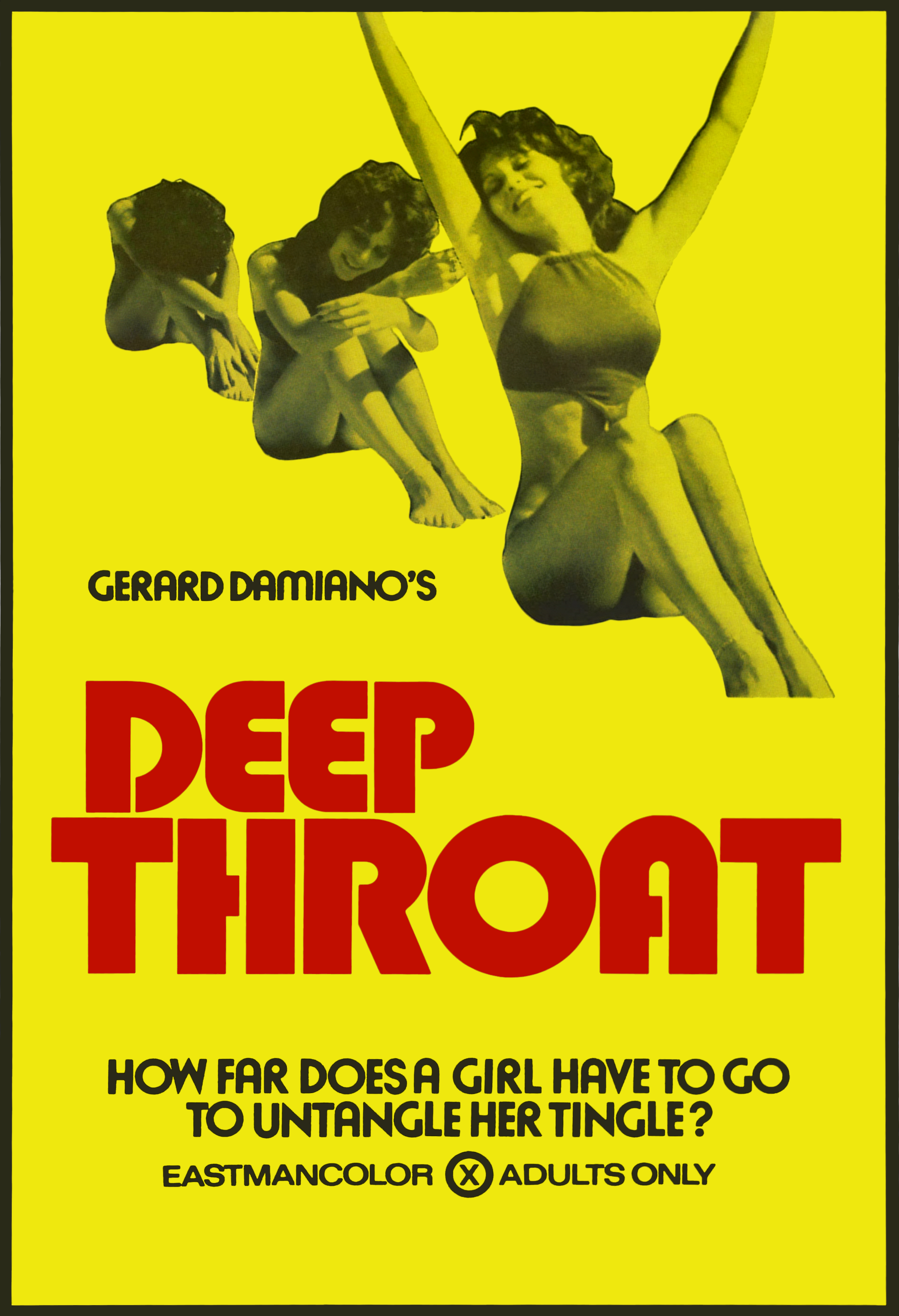
Affiche du film Gorge profonde (1972).

L'expression « porno chic » est apparue aux États-Unis au début des années 1970 afin de désigner la première vague de longs métrages pornographiques sophistiqués, tels que Deep Throat, Derrière la porte verte, The Devil in Miss Jones, Emmanuelle et le phénomène social qui en a résulté.
Afin de décrire ce phénomène, un article fameux de cinq pages en 1973 dans le New York Times Magazine forgea l'expression qui est depuis passée dans le langage courant. 

## Contexte
Des films pornographiques ont été produits depuis le début du XXe siècle, destinés à être visionnés par des groupes d'hommes ou dans les bordels. 
Aux États-Unis, la désapprobation sociale était si grande que les hommes dans ces films dissimulaient leur visage, par exemple avec une fausse moustache ou même un masque. Il n'y avait généralement pas de générique et les artistes ont souvent été présumés être des prostituées ou des criminels. L'actrice Candy Barr, qui est apparue dans les années 1950 dans le film Smart Alec, était pratiquement la seule à avoir atteint un certain niveau de célébrité.
Aux États-Unis, à la fin des années 1960, il y avait une production assez régulière mais modeste de ces films, distribués sous le manteau. Après avoir répondu à des annonces demandant des modèles nus à New York, Eric Edwards et Jamie Gillis sont ainsi apparus dans ces films muets en noir et blanc, de mauvaise qualité et le plus souvent destinés aux cabines de peep show proliférant dans des salles de jeux vidéo pour adultes autour de Times Square. 
Ces films pornographiques de New York ont été en grande partie produits et distribués à l'échelle nationale par une figure du crime organisé, Robert DiBernardo. Il est celui qui a poussé ces films en salles à partir de 1970 avec un film pour homosexuels appelé Boys in the Sand.

### 1971,Gorge profonde
En 1971, Deep Throat est sorti en salles aux États-Unis. Il fut le premier à attirer les foules et il a changé l'attitude du public envers la pornographie. Il s'agissait d'un film ayant un scénario et une production assez soignés, tentant de se hisser au niveau des films de qualité.

### 1973, une redéfinition de l'obscénité aux États-Unis
En 1973, la décision Miller vs California (Cour suprême) a redéfini l'obscénité de « tout à fait sans valeur sociale » à « manque de valeur littéraire, artistique, politique ou scientifique sérieuse ». 
Fondamentalement, elle a changé le critère des normes sociales contemporaines acceptables, donnant une marge de manœuvre aux juges locaux dans l'interprétation du Premier amendement de la Constitution des États-Unis sur le droit de parole, pour décider de la saisie et de la destruction des copies de films jugées violer les normes de la communauté. Cette décision a contrarié l'industrie pornographique.
Les films comme The Devil in Miss Jones, Deep Throat et Behind the Green Door ont été poursuivis avec succès au cours de la deuxième moitié de 1973 en se fondant sur la décision Miller de la Cour suprême. Une grande partie des salles américaines s'est fermée aux films pour adultes et la décision a souvent conduit à leur interdiction pure et simple. La qualité des films des années 1972 et 1973 n'a donc pas été maintenue et ils ne seront plus jamais aussi largement distribués au grand public jusqu'à l'émergence de l'Internet dans les années 1990. 
Les films pornographiques ont continué à être cependant une entreprise très rentable durant le reste des années 1970, produisant des « étoiles du porno » mais l'ostracisme du public les forçait presque toujours à utiliser des pseudonymes car être démasqué mettait généralement fin à l'espoir d'une carrière d'acteur conventionnel. En général, les films érotiques pour adultes ont émulé les conventions cinématographiques traditionnelles pour encadrer les scènes d'activité sexuelle pour se donner un « mérite artistique » en défense contre des accusations possibles d'obscénité. Cependant, les actrices étaient en général des néophytes et le tournage était très rapide. 
La production a été concentrée à New York où le crime organisé a été largement soupçonné d'avoir le contrôle sur tous les aspects de l'entreprise et empêchait l'entrée de concurrents. Bien que leurs budgets étaient généralement très faibles, une certaine sous-culture apprécie ces films produits par un noyau d'une trentaine d'artistes, dont certains avaient d'autres emplois. Plusieurs étaient des acteurs qui pouvaient bien rendre le dialogue. Toutefois, certains participants se moquaient à l'idée que ce qu'ils ont fait était « artistique ». En 1976, Alice in Wonderland: A Musical Porno aurait rapporté plus 90 millions de dollars US à l'échelle mondiale et a laissé penser à un retour en salles. Certains historiens évaluèrent que The Opening of Misty Beethoven ait atteint un bon niveau de qualité. En 1978, Debbie Does Dallas a été un très grand succès qui a conduit à plusieurs suites et films dérivés.
Au début des années 1980, la montée de la vidéo domestique avait conduit à la fin de la fréquentation des salles de cinéma pornos et au délaissement des scénarios complexes. La montée de l'Internet dans les années 1990 lui a porté un coup final. L'atmosphère qui a prévalu durant la période du « porno chic » est restituée dans le film Boogie Nights (1997) qui décrit l'ascension d'une jeune vedette masculine du porno dans les années 1970 et sa chute dans les années 1980.

## Dans la mode et la publicité
Plus récemment, « porno chic » a été utilisé en référence à l'usage de pornographie dans la pop culture, notamment par des photographes pour des séries de mode ou des publicités,. 
En France, juste avant les années 2000, et notamment grâce à l’initiative de Nathalie Rykiel – qui a ouvert dans sa boutique de prêt-à-porter un espace porno-chic –, les tabous diminuent et l’érotisme, la sexualité et la pornographie sont à la mode et davantage ouverts au grand public. Carine Roitfeld, à l'époque rédactrice en chef du magazine Vogue Paris, a répandu cette tendance « porno chic » entre autres par ses influences auprès de la marque Gucci et de Tom Ford, jusqu'à en devenir un symbole. 
En 2002, les Parfums Christian Dior adhèrent à cette tendance avec la publicité pour Dior Addict.
En 2005, American Apparel commence à engager des actrices X (Lauren Phoenix, Charlotte Stokely, Sasha Grey, Faye Reagan) pour la promotion de ses lingeries.
House of Deréon la marque de Beyoncé Knowles fut taxée de « porno chic » par le New York Post pour ses G-string.

## Photographes
- David LaChapelle
- Helmut Newton
- Terry Richardson
- Richard Kern
- Mario Testino

## Films
Années 1970
- 1971 : Boys in the Sand (USA) avec Casey Donovan
- 1971 : Johnny Wadd, (USA) avec John C. Holmes
- 1972 : Deep Throat (USA) avec Linda Lovelace
- 1972 : Behind the Green Door (USA) avec Marilyn Chambers
- 1972 : Score (film) (USA/Yougoslavie) avec Claire Wilbur (1933 - 2004)
- 1973 : The Devil in Miss Jones (USA) avec Georgina Spelvin
- 1974 : Memories Within Miss Aggie (USA) de Gerard Damiano
- 1975 : The Story of Joanna (USA) de Gerard Damiano avec Jamie Gillis
- 1975 : Sensations (Pays-Bas) de Lasse Braun avec Brigitte Maier & Véronique Monet
- 1975 : The Private Afternoons of Pamela Mann (USA) de Radley Metzger avec Barbara Bourbon
- 1976 : The Opening of Misty Beethoven (USA) avec Constance Money
- 1976 : The Image (aka The Punishment of Anne, F,) de Radley Metzger avec Rebecca Brooke & Marilyn Roberts
- 1976 : Alice in Wonderland: A Musical Porno (USA) de Bud Townsend avec Kristine DeBell
- 1976 : Sex Wish (USA) de Victor Milt
- 1977 : Tell Them Johnny Wadd is Here (USA) avec John C. Holmes
- 1978 : Debbie Does Dallas (USA) avec Bambi Woods

Années 1980
- 1981 : Centurians of Rome (USA) avec George Payne
- 1984 : Body Double (USA) de Brian De Palma

Années 1990
- 1998 : Flashpoint de Brad Armstrong avec Jenna Jameson

Années 2000
- 2003 : Sophia Pornochic, série (France) de Marc Dorcel
- 2005 : Neo Pornographia (USA) de Michael Ninn

Années 2010
- 2012 : Casino Royal (Israël) de Maxime Pechpech[réf. nécessaire]